# اروند (فیلم)
اروند فیلمی به کارگردانی، نویسندگی پوریا آذربایجانی و تهیه‌کنندگی مهدی داوری ساخته سال ۱۳۹۴ است.
این فیلم در تاریخ ۳۱ شهریور ۱۳۹۵ در سینماهای ایران اکران شده‌است.

## خلاصه داستان
یونس جانباز اعصاب و روان، حالا بیست و هفت سال پس از پایان جنگ هنوز هم با خاطره هم رزمانش روزگار می‌گذراند. همراه شدن او با یک گروه تفحص اما اتفاقات تازه‌ای را در این جریان سیال ذهن وارد می‌کند.

## جوایز
- برنده جایزه بهترین فیلم با موضوع جنگ و صلح در جشنواره بین‌المللی فیلم جیپور (پوریا آذربایجانی)
- برنده تندیس زرین بهترین موسیقی متن در جشن بزرگ سینمای ایران (کارن همایون فر)
- برنده سیمرغ سیمین در سی و چهارمین جشنواره جهانی فیلم فجر بهترین دستاورد هنری و فنی (پوریا آذربایجانی)
- برنده سیمرغ سیمین جایزه ویژه هیئت داوران در سی و چهارمین جشنواره جهانی فیلم فجر (پوریا آذربایجانی)